# Aleja MiG-ów
Aleja MiG-ów (ang. MiG Alley) – nazwa nadana przez pilotów Organizacji Narodów Zjednoczonych (ONZ) podczas wojny koreańskiej północno-zachodniej części Korei Północnej, gdzie rzeka Jalu wpada do Morza Żółtego. Było to miejsce licznych walk powietrznych pomiędzy pilotami myśliwców ONZ i ich przeciwnikami z Korei Północnej (w tym nieoficjalnie z lotnikami sowieckimi) i Chińskiej Republiki Ludowej. Radziecki MiG-15 był samolotem najpowszechniej używanym podczas tego konfliktu i od niego pochodzi nazwa tego obszaru. Było to także miejsce pierwszych walk powietrznych na dużą skalę z udziałem amerykańskiego F-86 Sabre.

## Historia

### 1950

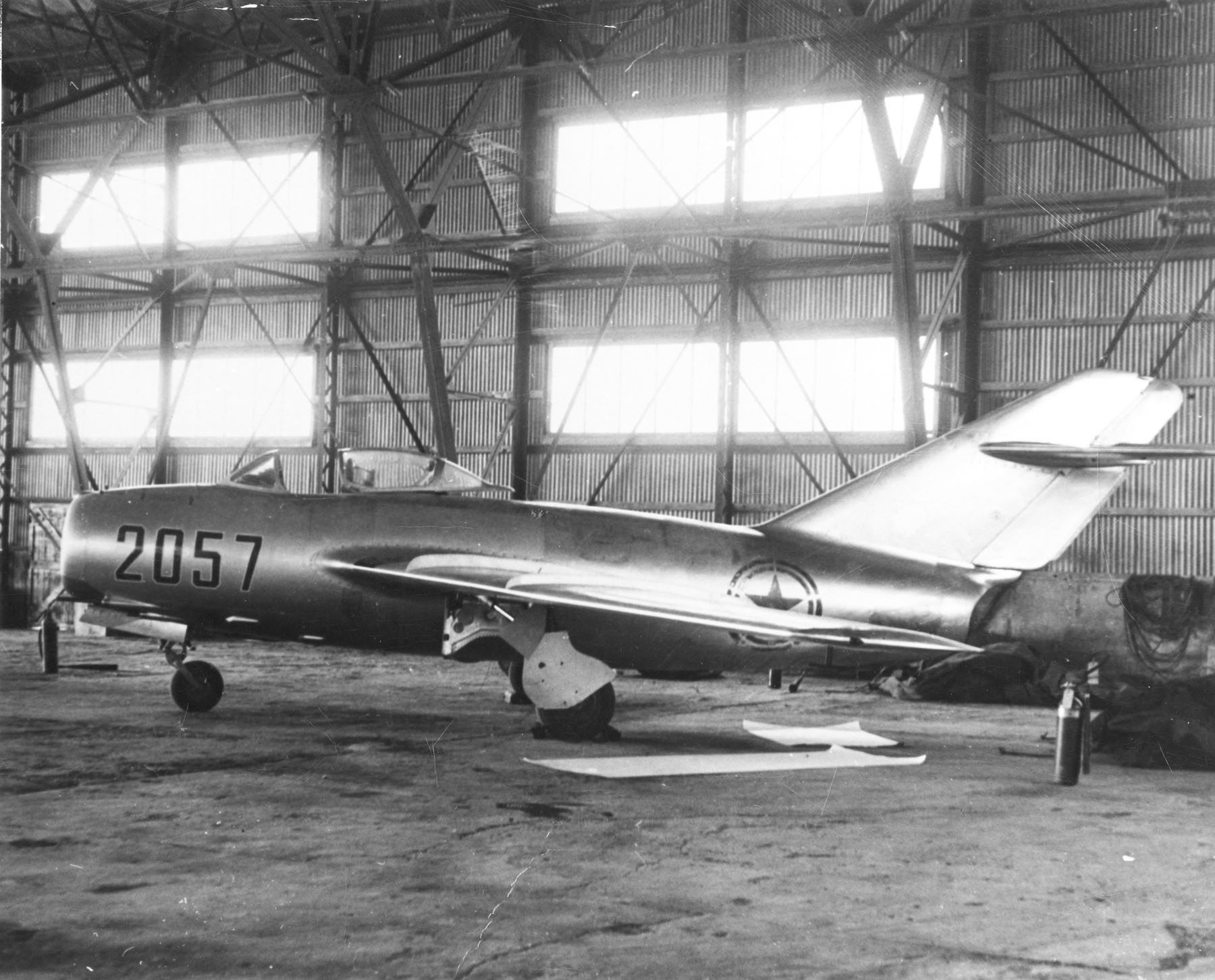
MiG-15 dostarczony amerykańskim siłom powietrznym przez zbiegłego pilota z Korei Północnej, No Kum-soka

Korea Północna rozpoczęła wojnę z Koreą Południową 25 czerwca 1950 roku z niewielką liczbą radzieckich samolotów utrzymywaną od czasów II wojny światowej. Były one pilotowane przez słabo wyszkolonych i niedoświadczonych pilotów. Podczas gdy Stany Zjednoczone i ich najbliżsi sojusznicy przekazywali swoje jednostki powietrzne siłom ONZ, Siły Powietrzne Koreańskiej Republiki Ludowo-Demokratycznej zostały szybko pokonane. Przez kilka miesięcy bombowce i myśliwce z napędem śmigłowym, takie jak B-29 Superfortress i P-51 Mustang oraz wczesne myśliwce odrzutowe, jak F-80 Shooting Star, F-84 Thunderjet, czy F9F Panther przelatywały nad Koreą praktycznie bez przeszkód.
W październiku główne mocarstwa komunistyczne – Chiny i Związek Radziecki – rozpoczęły nieoficjalne wsparcie militarne Korei Północnej. Sowieci zobowiązali się zaopatrzyć Koreę Północną i Chiny w najnowsze myśliwce MiG-15 oraz wyszkolić koreańskich i chińskich pilotów do ich obsługi. Chociaż wojska chińskie w Korei początkowo przewyższały siły ONZ na lądzie, Siły Powietrzne Chińskiej Armii Ludowo-Wyzwoleńczej były wówczas małe i nie lepiej wyposażone niż lotnictwo północnokoreańskie.
Chociaż Związek Radziecki nigdy oficjalnie nie przystąpił do wojny, 1 listopada 1950 roku 64 Korpus Lotnictwa Myśliwskiego radzieckich sił powietrznych został dołączony do lotnictwa chińskiego pod dowództwem 1 Zjednoczonej Armii Powietrznej. Tego samego dnia nad Koreą Północną zaczęły operować samoloty MiG-15 pilotowane przez pilotów radzieckich oraz doszło do pierwszych starć MiGów-15 z samolotami amerykańskimi. Osiem radzieckich maszyn przechwyciło około 15 lecących na niskich wysokościach amerykańskich P-51 Mustang, prowadzących misję wsparcia sił naziemnych. Porucznik Fiodor Cziż zestrzelił i zabił pilota Mustanga, porucznika Aarona Abercrombiego (oficjalnie uznanego za zaginionego). Później tego samego dnia doszło do pierwszej walki powietrznej pomiędzy odrzutowcami, kiedy trzy MiGi-15 zaatakowały około 10 amerykańskich F-80. Porucznik Frank Van Sickle zginął w tym starciu, lecz amerykańskie raporty mówią, że został zestrzelony przez ogień przeciwlotniczy. Porucznik Siemion F. Chominicz otrzymał od władz sowieckich oficjalne potwierdzenie uzyskanego zestrzelenia. 9 listopada 1950 roku MiG-15 został po raz pierwszy zniszczony w walce, kiedy komandor porucznik William T. Amen z lotnictwa US Navy w F9F-2B Panther zestrzelił i zabił kapitana Michaiła F. Graczowa.
W odpowiedzi na rozmieszczenie MiGów-15 w Korei, eskadry sił ONZ wyposażone w przestarzałe P-51 Mustang zaczęły przezbrajać się na myśliwce odrzutowe. W przypadku United States Air Force (USAF) był to F-86 Sabre.

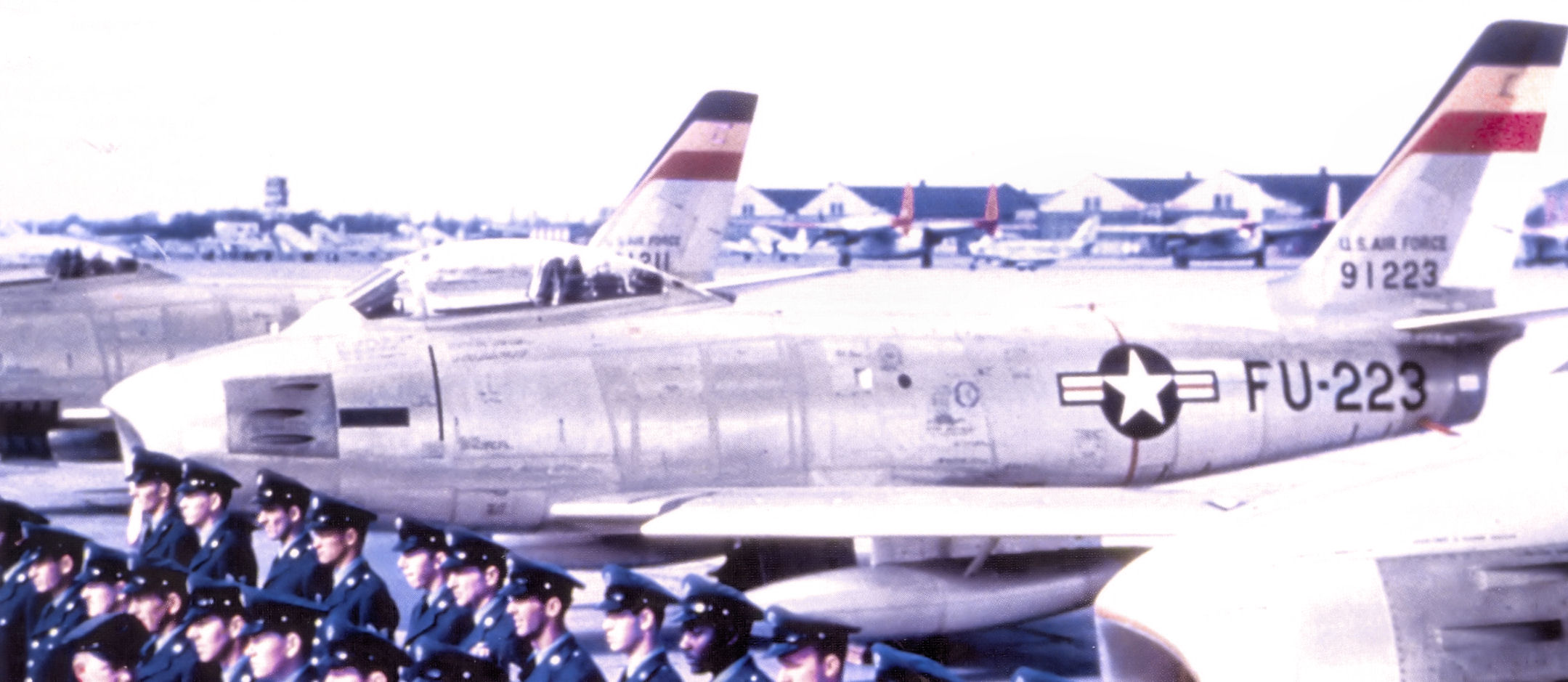
F-86A-5-NA Sabre o numerze taktycznym 49-1223. Samolot ten służył w 336 Eskadrze Myśliwskiej, 4 Skrzydle Myśliwsko-Przechwytującym USAF w Korei. Został zestrzelony przez MiG-i w pobliżu Wŏnsanu 3 lutego 1952 roku; pilot zdążył się katapultować

Stałe rozkazy dowództwa ONZ zabraniały pilotom przekraczania granicy chińskiej. 17 grudnia podpułkownik Bruce H. Hinton dowodził formacją czterech palców Sabre z 336 Eskadry Myśliwskiej podczas patrolu, 780 km w obie strony wzdłuż rzeki Jalu, próbując wciągnąć pilotów MiG-ów do walki. Piloci amerykańscy utrzymywali prędkość poniżej 765 km/h, aby stworzyć wrażenie na ekranach radarów, że Sabre jest wolniejszym samolotem. Ponadto niższa prędkość w połączeniu z dwoma, 120-galonowymi (450 litrowymi), odczepianymi zbiornikami paliwa na każdym F-86 zapewniały im również maksymalny zasięg. Czterdzieści minut po starcie Sabre zbliżyły się do Jalu na wysokości 9800 m. Wówczas 2100 m poniżej nich zostały zauważone cztery MiG-i, które omal nie przeleciały pod nimi bez walki. Amerykanie zrzucili swoje dodatkowe zbiorniki, a gdy MiG-i przeleciały w dole, Sabre skręciły w lewo i zaatakowały radzieckie myśliwce. Kiedy piloci MiG-ów zdali sobie sprawę, że ich przeciwnicy nie latają na starszych odrzutowcach, od których mogliby się łatwo oddalić, przełamali formację i skierowali się z powrotem w stronę granicy. Hinton dogonił dowódcę skrzydła, majora Jakowa Jefremienkę i wystrzelił w jego stronę 1500 pocisków kalibru .50. Z rury strumieniowej buchnął dym, a część ogonową samolotu otoczyły płomienie. Po katapultowaniu się Jefremienki MiG rozbił się około 16 km na południe od Jalu.
Rankiem 22 grudnia Sabre został po raz pierwszy zniszczony przez pilota MiGa-15. F-86 kapitana Lawrence'a V. Bacha został trafiony w nasadę skrzydła ogniem działka MiG-a pilotowanego przez nieznanego pilota, a Bach wzięty do niewoli po katapultowaniu się. Tego popołudnia osiem Sabre z 4 Skrzydła Myśliwsko-Przechwytującego USAF, działającego z wysuniętej bazy w K-14 Kimpo, zaatakowało około 15 MiG-ów na wysokości 9100 m i ścigało kilka z nich do Jalu, po czym piloci twierdzili, że zestrzelili sześć bez strat własnych.

### 1951–1953

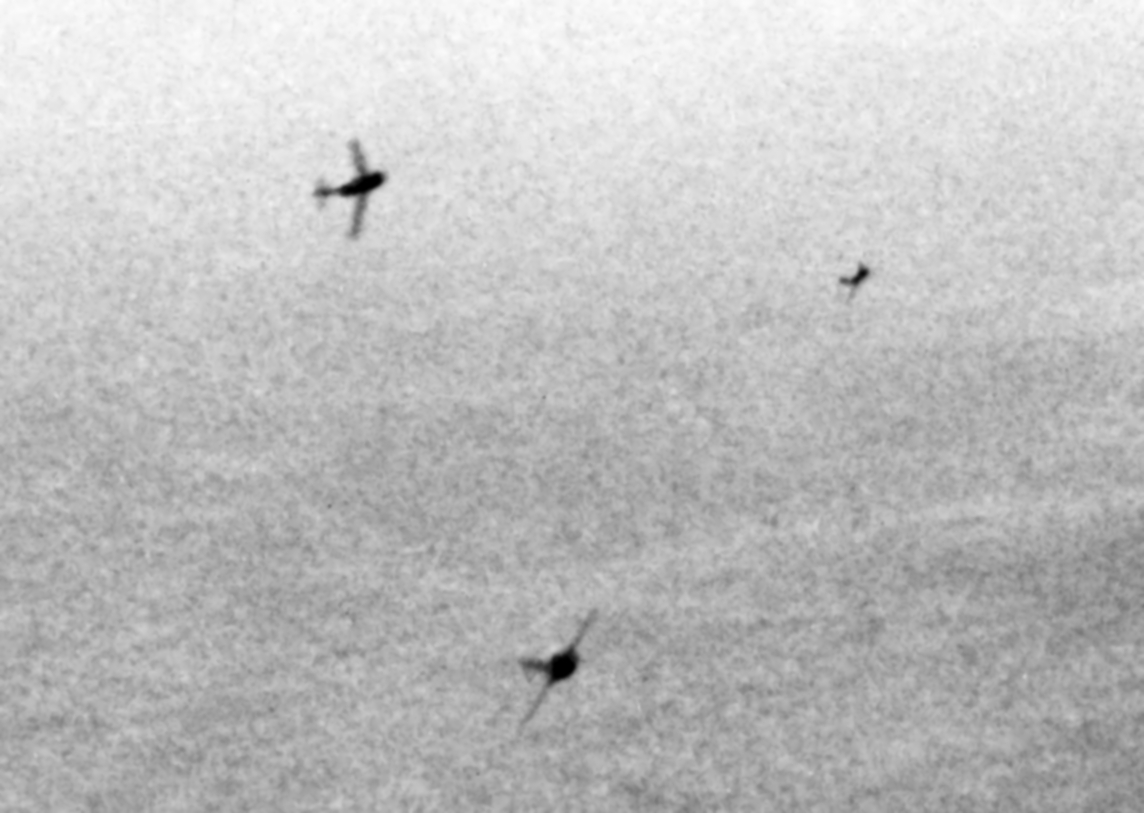
MiG-15 zbliża się do ataku na amerykański B-29, 1951

1 stycznia 1951 roku komunistyczna ofensywa wyparła siły ONZ z obszaru Kimpo; baza K-14 została utracona, a 4 Skrzydło wycofane do Japonii. W marcu 1951 roku pierwsze dwie eskadry Sabre z 4 Skrzydła powróciły do Korei, w samą porę, by wejść do walki z nowym zgromadzeniem komunistycznych sił powietrznych, utworzonym w celu zapewnienia przewagi powietrznej nad północno-zachodnią Koreą jako preludium do nowej, wielkiej ofensywy naziemnej.
Podczas gdy rząd australijski próbował zamówić ze Stanów Zjednoczonych F-86, aby zastąpić stare, śmigłowe Mustangi wykorzystywane w Korei przez 77 Dywizjon Royal Australian Air Force (RAAF), zakłady McDonnell Douglas były zobowiązane do priorytetowego traktowania zamówień od USAF. Jedyną realną alternatywą był brytyjski odrzutowiec Gloster Meteor F.8. 77 Eskadra rozpoczęła przezbrajanie się na Meteory w Japonii w kwietniu 1951 roku.
Piloci USAF nazwali dzień 12 kwietnia 1951 roku „Czarnym Czwartkiem”, po tym, jak 30 MiGów-15 zaatakowało 48 bombowców B-29 eskortowanych przez około 100 F-80 i F-84. MiG-i były wystarczająco szybkie, aby zaatakować B-29 i oddalić się od ich eskorty. Trzy B-29 zostały zestrzelone, a siedem uszkodzonych, bez strat po stronie komunistycznej. Następnie loty bombowców USAF nad Koreą zostały wstrzymane na około trzy miesiące. Dowódcy jednostek bombowych zostali zmuszeni do przerwania nalotów w świetle dnia i zamienienia ich na misje nocne wykonywane przez małe formacje.
W ciągu pierwszych pięciu miesięcy 1951 roku 4 Skrzydło Myśliwsko-Przechwytujące wykonało 3550 lotów bojowych i odniosło 22 zwycięstwa. Żaden F-86 Sabre nie został zestrzelony przez MiG-i, chociaż kilka utracono w wyniku wypadków.
10 lipca 1951 roku w Kaesŏng rozpoczęły się rozmowy o rozejmie pomiędzy przedstawicielami Korei Północnej i ONZ. Siły naziemne były praktycznie sparaliżowane na 38 równoleżniku, ale w powietrzu dwie eskadry 4 Skrzydła latały na jedynych Sabre, jakie były wówczas używane w Korei. Niektóre źródła wywiadowcze oszacowały, że 1 Zjednoczona Armia Powietrzna wykorzystywała w tym czasie ok. 500 MiG-ów.

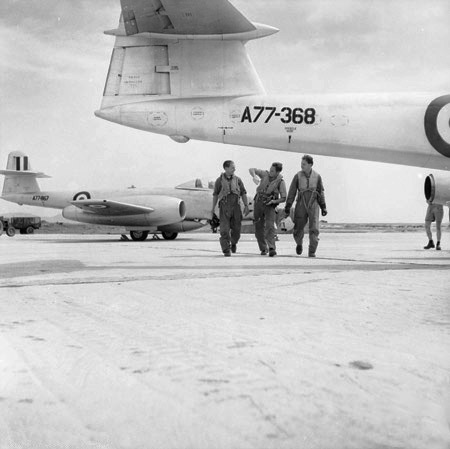
Piloci 77 Dywizjonu i ich Meteory w Kunsan, Korea Południowa, czerwiec 1954 roku

Chociaż 77 Dywizjon RAAF działał wcześniej w Korei jako jednostka wsparcia sił lądowych, wielu z jego pilotów było weteranami jednostek myśliwskich z czasów II wojny światowej i oczekiwano, że Gloster Meteor pozwoli mu powrócić do swojej poprzedniej roli jednostki przechwytującej. Z 22 Meteorami 77 Eskadra została dołączona do 4 Skrzydła Myśliwsko-Przechwytującego USAF w wyzwolonym Kimpo pod koniec lipca. Przez kilka tygodni piloci MiGów-15 przyglądali się osiągom Meteorów i wykorzystywali większą prędkość maksymalną swoich maszyn, aby uniknąć atakowania Meteorów. Pierwsze ofiary śmiertelne wśród pilotów Meteorów zostały poniesione 22 sierpnia, kiedy dwa samoloty zderzyły się w powietrzu, gdy wracały do Kimpo po misji.
Piloci Meteora i MiGa-15 starli się ze sobą po raz pierwszy 25 sierpnia, bez żadnych trafień z obu stron. Cztery dni później 8 Meteorów i 16 Sabre walczyło z 12 MiG-ami; jeden Australijczyk katapultował się po zestrzeleniu jego samolotu, drugi Meteor został uszkodzony. W następnym tygodniu jeden Meteor doznał poważnych uszkodzeń w walce powietrznej z MiG-ami. W wyniku tych strat wyżsi dowódcy RAAF postanowili skoncentrować się na misjach eskortowych i obronie przeciwlotniczej.
Flight Lieutenant R.L. „Smoky” Dawson zgłosił pierwsze trafienie 77 Eskadry w walce z odrzutowcami, kiedy uszkodził MiG-a podczas misji eskortowej w pobliżu Anju w Korei Północnej, 26 września 1951 roku. 27 października, Flying Officer Les Reading uzyskał potwierdzone zestrzelenie za zniszczenie innego MiG-a podczas osłaniania B-29 nad Sinanju; następnie potwierdzono, że został on zniszczony, co czyni go pierwszym zestrzeleniem MiG-a przez tę eskadrę. Dywizjon został wymieniony w dyspozycjach prezydenta Republiki Korei za „wyjątkowo godną służbę i bohaterstwo” w dniu 1 listopada.
1 grudnia 1951 roku nad Sunch’ŏnem co najmniej 20 pilotowanych przez wojskowych radzieckich MiG-ów ze 176 Pułku Lotnictwa Myśliwskiego Gwardii zaatakowało formację 14 Meteorów. Obie strony najwyraźniej przeceniły skalę bitwy i szkody wyrządzone przeciwnikom: podczas gdy zostały stracone 3 Meteory, radzieccy piloci twierdzili, że zniszczyli ich aż 9; australijscy piloci raportowali natomiast, że z formacji co najmniej 40 MiG-ów jeden został zestrzelony, a drugi uszkodzony, podczas gdy rosyjskie źródła utrzymują, że wszystkie MiG-i wróciły tego dnia do bazy, a mniej niż 25 takich maszyn było w ogóle dostępnych dla 176 Pułku w tamtym czasie.
F86-As i F86E z 4 Skrzydła Myśliwsko-Przechwytującego były już wtedy mocno zużyte w boju i dlatego zdecydowano, że operacje z Suwon może rozpocząć 1 grudnia 51 Skrzydło Myśliwsko-Przechwytujące pod dowództwem pułkownika Francisa S. „Gabby” Gabreskiego, weterana II wojny światowej polskiego pochodzenia. Niemniej jednak, 4 Skrzydło zdobyło kolejnych 13 zestrzeleń MiG-ów w walkach powietrznych 13 grudnia.
26 grudnia 1951 roku RAAF przydzielił 77 Dywizjon do misji wsparcia wojsk lądowych, którą to rolę jednostka pełniła do końca wojny. Jego piloci nadal jednak spotykali się z MiG-ami i odnieśli nad nimi dwa kolejne zwycięstwa, oba w rejonie Pjongjangu, 4 i 8 maja 1952 roku.
Do sierpnia 1952 roku szala zwycięstwa w bitwie nad „Aleją MiG-ów” odwróciła się na korzyść wojsk ONZ. W tym miesiącu zestrzelono 63 MiG-i za cenę utraty zaledwie 9 Sabre. Ważnym powodem rosnącej przewagi sił powietrznych ONZ była nowa wersja samolotu F86-F, która została wydana dwóm eskadrom 51 Skrzydła w czerwcu i lipcu, a we wrześniu zaczęła docierać także do 4 Skrzydła. Ta modyfikacja Sabre miała mocniejszy silnik J47 rozwijający ciąg do 26 300 N, zaczepy pod skrzydłami dla 200-galonowych (760 litrowych) odczepianych zbiorników (zwiększających zasięg bojowy do 745 km) i uproszczony celownik radarowy A4, który był bardziej wydajny niż celownik żyroskopowy MkXVIII stosowany w większości F86-A, a jednocześnie łatwiejszy w utrzymaniu niż raczej zawodny celownik radarowy A1CM montowany w późnych wersjach F86-As i Es.
Jeden Meteor został zestrzelony, a inny uszkodzony przez MiG-i po misji wsparcia naziemnego 2 października 1952 roku. 77 Eskadra zgłosiła swoje ostatnie zestrzelenie MiG-a na południowy wschód od Pjongjangu 27 marca 1953 roku.

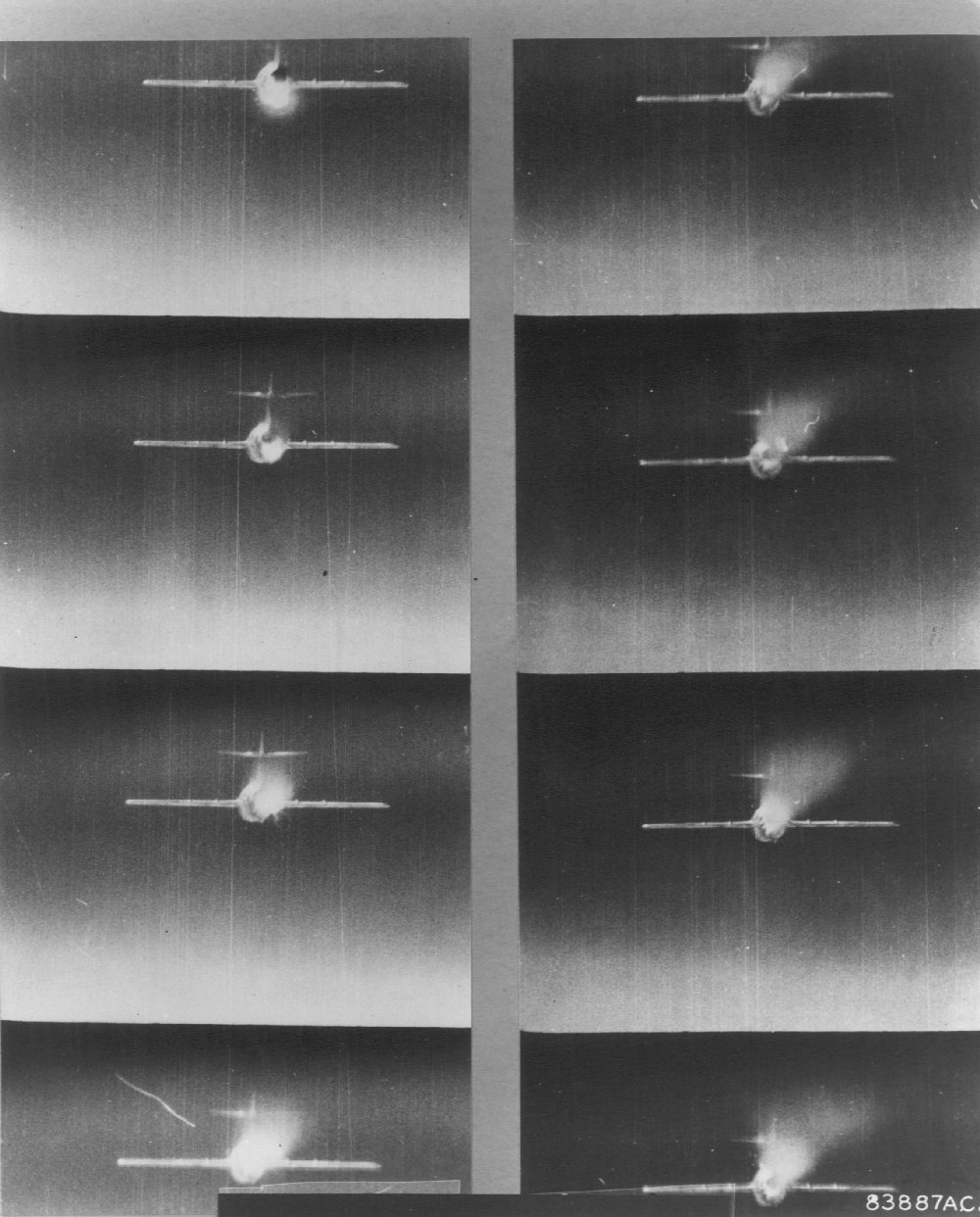
Zdjęcia z fotokarabinu ukazujące radzieckiego MiGa-15 nad Koreą, kwiecień 1953

W styczniu 1953 roku przybył do Korei specjalny wariant myśliwsko-bombowy samolotu F86-F – był to F86-F-30 z podwójnymi mocowaniami pod każdym skrzydłem. Ta wersja Sabre może przenosić zbiornik o pojemności 120 galonów (450 l) lub bombę 450 kg na wewnętrznych zaczepach, wraz z 200-galonowymi (760 litrowymi) odczepianymi zbiornikami na każdym z zewnętrznych zaczepów. Nowe samoloty myśliwsko-bombowe trafiły do 18 Skrzydła Myśliwsko-Bombowego, które zawierało w swym składzie 2 Dywizjon South African Air Force (poprzednio jednostka wyposażona w P-51). W lutym 8 Skrzydło Myśliwsko-Bombowe zaczęło wymieniać swoje F-80 na Sabre.
27 lipca 1953 roku weszło w życie zawieszenie broni. W tym czasie w Korei znajdowało się 297 Sabre, zmagających się z około 950 chińskimi i koreańskimi MiG-ami. Piloci F-86 twierdzili, że podczas całej wojny zniszczyli 792 MiG-i w walce powietrznej, tracąc 78 własnych maszyn – co daje niespotykany stosunek 10:1 w zestrzeleniach wobec strat. We wrześniu dezercja północnokoreańskiego pilota MiGa-15 (wraz ze swoim samolotem) pozwoliła pilotom amerykańskim ocenić ich niedawnego przeciwnika z bliska. MiG, którym porucznik No Kum-sok przyleciał do Kimpo 21 września, był przedstawicielem jednej z późniejszych wersji MiG-15SD.
Nowsze badania przeprowadzone przez Dorra, Lake'a i Thompsona wykazały jednak, że rzeczywisty stosunek strat jest bliższy 2:1 . Sowieci twierdzili, że zestrzelili ponad 600 Sabre, wliczając w to raporty chińskie . Najnowszy raport RAND odniósł się do „niedawnych badań” dotyczących walk F-86 przeciwko MiGom-15 nad Koreą i stwierdził, że rzeczywisty stosunek zestrzeleń do strat dla F-86 wynosił 1,8 do 1 i prawdopodobnie był bliższy 1,3 do 1 przeciwko MiG-om pilotowanym przez radzieckich pilotów. Jednak wskaźnik ten nie uwzględnia liczby samolotów innych typów (B-29, A-26, F-80, F-82, F-84 itd.) zestrzelonych przez MiGi-15.

## Radziecki wkład
Według Budiansky’ego: 

Artystyczne przedstawienie Nikołaja Sutiagina w kabinie MiGa-15

Pod koniec marca 1951 roku 1 Dywizjon Radiowy, nadal działający w Japonii, usłyszał rosyjskich kontrolerów naziemnych w komunikacji głosowej z radzieckimi pilotami MiG-ów operującymi nad Koreą Północną. Stało się to „gratką wywiadowczą”, ponieważ „radziecka doktryna wzywała do ścisłej kontroli pilotów myśliwców przez stacje naziemne śledzące położenie samolotów sojuszniczych i wrogich na radarze przez całą bitwę”. Te przechwycone rozmowy radiowe dawały dodatkowe ostrzeżenie o działaniach przeciwnika poza zasięgiem radarów. Ten przełom w wywiadzie sygnałowym, scentralizowanym w jednym obiekcie United States Air Force Security Service w Seulu, oznaczał możliwość słuchania w czasie rzeczywistym rosyjskich kontrolerów i pilotów myśliwców, a następnie przekazywania zdobytych informacji pilotom amerykańskim. „Analiza ruchu kontroli naziemnej w czerwcu 1952 roku wykazała, że ponad 90 procent MiG-ów zaangażowanych w operacje powietrzne nad Koreą Północną było pilotowanych przez Rosjan”

Związek Radziecki przez wiele lat utrzymywał w tajemnicy udział swoich załóg w wojnie koreańskiej, choć był on powszechnie podejrzewany przez siły ONZ. Radzieckie samoloty nosiły północnokoreańskie lub chińskie oznaczenia, a piloci nosili północnokoreańskie mundury lub ubrania cywilne, aby ukryć swoje pochodzenie. Do komunikacji radiowej otrzymali karty z popularnymi koreańskimi słowami i różnymi terminami lotniczymi zapisanymi fonetycznie cyrylicą. Te działania maskujące nie zdały się jednak na wiele w ferworze walk powietrznych i wkrótce usłyszano pilotów komunikujących się ze sobą po rosyjsku.
Radzieckie pułki MiG-15 stacjonowały na chińskich polach w Mandżurii, gdzie zgodnie z obowiązującymi zasadami zaangażowania ONZ w wojnę koreańską nie mogły zostać zaatakowane. Wiele radzieckich pułków przeszło wstępne szkolenie we własnych bazach w sąsiednim Nadmorskim Okręgu Wojskowym. Radzieckie wojska obrony powietrznej również zaczęły przybywać wzdłuż rzeki Jalu, instalując stacje radarowe, naziemne centra kontroli, reflektory i dużą liczbę dział przeciwlotniczych, aby móc odeprzeć wszelkie ewentualne ataki na chińskie lotniska.
Podczas gdy piloci ONZ drażnili się z ograniczeniami nałożonymi na atakowanie chińskich lotnisk przyjmujących MiG-i, dopiero wiele lat później dowiedzieli się, że piloci MiG-ów również działali pod ścisłymi ograniczeniami. Aby zachować wrażenie, że radzieccy piloci nie walczyli w Korei, zabroniono im latania nad terytorium niekontrolowanym przez komunistów lub w promieniu 50–80 km od alianckich linii. Jeden radziecki pilot, który został zestrzelony na terytorium kontrolowanym przez siły ONZ, zastrzelił się z pistoletu, żeby nie zostać wziętym do niewoli. Inny pilot, który wyskoczył nad Morzem Żółtym, został ostrzelany przez własne wojska, aby uchronić go przed schwytaniem. Radzieckim pilotom nie wolno było ścigać samolotów ONZ nad kontrolowanym przez ONZ obszarem Morza Żółtego.
Pomimo ograniczeń, wielu amerykańskich pilotów skorzystało z prawnego wyjątku „gorącego pościgu” i wleciało do Chin przez rzekę Jalu w celu ścigania MiG-ów. Później „gorący pościg” (ang. hot pursuit) stał się powszechną wymówką na faktyczne polowania na MiG-i nad Mandżurią, a amerykańscy piloci zachowywali niepisany „kodeks milczenia” o tych akcjach. Dowódcy lotniczy wybrali skrzydłowych, którzy mieli odpowiadać za zachowanie milczenia, a wiele rolek nagrań z fotokarabinów „w tajemniczy sposób” zniknęło
Wraz z końcem zimnej wojny udział radzieckich wojskowych w wojnie koreańskiej stał się powszechnie uznawanym faktem, ponieważ piloci biorący udział w konflikcie publicznie ujawnili swoją rolę.

## Następstwa
Bitwy w „Alei MiG-ów” zrodziły wielu asów myśliwskich. Najskuteczniejszymi asami byli Rosjanie. Nikołaj Sutiagin odnotował 21 zestrzeleń, w tym 9 F-86, jeden F-84 i jeden Gloster Meteor w niecałe siedem miesięcy. Jego pierwszym zestrzeleniem był F-86A Roberta H. Laiera 19 czerwca 1951 roku (wymienionego przez Amerykanów jako zaginiony w akcji), a ostatnim F-86E Thiela M. Reevesa z 11 stycznia 1952 roku (Reeves również jest wymieniony jako zaginiony, choć poległ). Inne słynne radzieckie asy to Jewgienij Piepielajew, któremu przyznano 19 zestrzeleń, oraz Lew Szczukin, jakiemu przypisano 17 zwycięstw, mimo że sam został zestrzelony dwukrotnie.
Czołowy as strony ONZ, kapitan Joseph C. McConnell, zgłosił strąconych 16 MiG-ów, w tym trzy jednego dnia. Jego historia pojawiła się w filmie The McConnell Story, z udziałem Alana Ladda i June Allyson. Drugi najwyżej punktowany as sił ONZ, major James Jabara, był pierwszym asem państw ONZ w walce z odrzutowcami. Inny as, Frederick C. „Boots” Blesse, zestrzelił 9 MiGów-15 w swoim F-86 Sabre, a później napisał No Guts, No Glory, podręcznik walki myśliwców, który jest nadal wykorzystywany w szkołach wojskowych. James P. Hagerstrom zestrzelił 8,5 samolotu. George Andrew Davis, Jr. został jednym z pierwszych żołnierzy nowo utworzonych Sił Powietrznych Stanów Zjednoczonych, którzy otrzymali Medal Honoru, po tym jak zginął prowadząc swoją sekcję dwóch F-86 przeciwko 12 MiGom-15, gdy próbował zestrzelić je wszystkie.
Siedem asów wyłoniło się również z nowo utworzonych Sił Powietrznych Chińskiej Armii Ludowo-Wyzwoleńczej. Wśród nich Jiang Daoping zestrzelił czołowego amerykańskiego asa Josepha C. McConnella. Hoyt Vandenberg, szef sztabu USAF, stwierdził, że chińskie lotnictwo stało się wówczas główną potęgą lotniczą.
Według dowództwa sił ONZ ponad 30 pilotów Sabre zostało zestrzelonych za liniami wroga, a ich los nigdy nie został definitywnie ustalony. Piloci, którzy przeżyli, zostali schwytani, a później repatriowani po zawieszeniu broni, zgłaszali, że byli przesłuchiwani przez Koreańczyków, Rosjan i Chińczyków. Przez lata po zakończeniu wojny koreańskiej w 1953 roku krążyły pogłoski o pilotach nadal przetrzymywanych w niewoli na terenie Związku Radzieckiego.

## Odniesienia w kulturze
„Aleja MiG-ów” trwale odbiła się w kulturze masowej. Wyprodukowano m.in. wiele gier komputerowych opartych na tych wydarzeniach, w tym MiG Alley Ace, wydanej przez MicroProse w 1983 roku.
Część stałej ekspozycji Muzeum Lotnictwa Polskiego w Krakowie poświęcona samolotom MiG nosi nazwę „aleja MiG-ów”.